# Hairspray (bande originale)
Pour les articles homonymes, voir Hairspray.
Hairspray est la bande originale du film musical Hairspray sorti en 2007.

## Titres
| No  | Titre                                  | Auteur                                                 | Durée |
| --- | -------------------------------------- | ------------------------------------------------------ | ----- |
| 1.  | Good Morning, Baltimore                | Nikki Blonsky                                          | 3:54  |
| 2.  | The Nicest Kids in Town**              | James Marsden                                          | 2:42  |
| 3.  | It Takes Two                           | Zac Efron                                              | 3:04  |
| 4.  | (The Legend of) Miss Baltimore Crabs** | Michelle Pfeiffer                                      | 4:08  |
| 5.  | I Can Hear the Bells                   | Nikki Blonsky                                          | 4:14  |
| 6.  | Ladies' Choice*                        | Zac Efron                                              | 2:28  |
| 7.  | The New Girl in Town*                  | Brittany Snow                                          | 2:16  |
| 8.  | Welcome to the '60s!**                 | Nikki Blonsky, John Travolta                           | 5:13  |
| 9.  | Run & Tell That!                       | Elijah Kelley                                          | 3:51  |
| 10. | Big, Blonde & Beautiful**              | Queen Latifah                                          | 2:35  |
| 11. | Big, Blonde & Beautiful* (Reprise)     | John Travolta, Michelle Pfeiffer                       | 1:06  |
| 12. | (You're) Timeless to Me                | John Travolta, Christopher Walken                      | 4:47  |
| 13. | I Know Where I've Been                 | Queen Latifah                                          | 4:13  |
| 14. | Without Love                           | Zac Efron, Nikki Blonsky, Elijah Kelley, Amanda Bynes  | 3:40  |
| 15. | (It's) Hairspray                       | James Marsden                                          | 2:20  |
| 16. | You Can't Stop the Beat**              | The Hairspray Cast                                     | 5:25  |
| 17. | Come So Far (Got So Far To Go)*        | Queen Latifah, Nikki Blonsky, Zac Efron, Elijah Kelley | 4:17  |
| 18. | Cooties                                | Aimee Allen                                            | 2:42  |
| 19. | Mama, I'm a Big Girl Now**             | Ricki Lake, Marissa Jaret Winokur, Nikki Blonsky       | 3:19  |

(* = nouveau titre) (** = titre existant dans la comédie musicale mais avec un nouvel interprète)

## Interprètes

### Interprètes principaux
- Nikki Blonsky : Tracy Turnblad
- James Marsden : Corny Collins
- Zac Efron : Link Larkin
- Michelle Pfeiffer : Velma Von Tussle
- Brittany Snow : Amber Von Tussle
- John Travolta : Edna Turnblad
- Elijah Kelley : Seaweed J. Stubbs
- Queen Latifah : Motormouth Maybelle
- Christopher Walken : Wilbur Turnblad
- Amanda Bynes : Penny Pingleton

### Autres interprètes
- Jerry Stiller : M. Pinky
- Taylor Parks : Petite Inez
- Harvey Fierstein

### The Dynamites
- Shayna Steele
- Kamilah Marshall
- Terita R. Redd